# Бельрош
Ремо́н или Раймо́нд Пуассо́н, прозванный Бельро́ш (фр. Raymond Poisson, dit Belleroche; 1630 год — май 1690 года) — французский актёр и драматург XVII века из актёрской семьи Пуассонов. Современник Мольера, но из соперничающей труппы; мастер грубоватого, фарсово-балаганного комического жанра; создатель типажа комического слуги Криспена.

## Биография
Остался сиротой, служил домашней прислугой у аристократов, братьев Шарля и Франсуа де Креки. В 1650 году подался в странствующие актёры. Прославившись, в 1659 году был поставлен во главе труппы, сопровождавшей Людовика XIV в поездках по стране, за что получал щедрое вознаграждение. С 1660 года вместе с женой, тоже актрисой, работал в театре «Бургундский отель», труппа которого в 1680 году стала частью труппы нового театра — «Комеди Франсэз».
Благодаря остроумию и задору Бельроша созданный им образ Криспена, персонажа сначала пьесы Скаррона «Саламанкский школяр, или Великодушные враги» (1654; театр Марэ), затем многих комедий Реньяра и Лесажа, хитрого слуги, устраивающего за вознаграждение любовные делишки своего хозяина, стал необыкновенно популярен, придя на смену ранее популярному во Франции персонажу Жоделе. Криспен отличался испанским традиционным костюмом: «круглая шляпа, белое жабо, чёрный куцый камзол, широкий пояс из жёлтой кожи с большой медной пряжкой, чёрный плащ и сапоги с набедренниками».
Все комедии Бельроша, кроме одной, были не пятиактными, но одноактными, и он со смехом говорил про себя: «я — одна пятая часть автора».

## Творчество
Автор 11 театральных пьес, изданных в Париже собраниями в двух томах в 1687 и 1743 годах.
- «Барон Скареда» (Le Baron de la Crasse; 1662);
- «Lubin ou le Sot vengé» (1661) — в стихах;
- «Le Fou raisonnable» (1664);
- «L’Après-soupé des auberges» (1665);
- «Les Faux Moscovites» (1668);
- «Баскский поэт» (Le Poète basque; 1668);
- «Les Femmes coquettes» (1670) — единственная комедия в пяти актах;
- «La Hollande malade» (1672);
- «Les Fous divertissants» (1680).